# Болотниковский сельсовет (Пензенская область)
Болотниковский сельсовет — сельское поселение в Лунинском районе Пензенской области Российской Федерации.
Административный центр — село Болотниково.

## История
Статус и границы сельского поселения установлены Законом Пензенской области от 2 ноября 2004 года № 690-ЗПО «О границах муниципальных образований Пензенской области».

## Население
| 2002  | 2010  | 2012  | 2013  | 2014  | 2015  | 2016  |
| ----- | ----- | ----- | ----- | ----- | ----- | ----- |
| 662   | ↘613  | ↗1256 | ↘1233 | ↘1194 | ↗1206 | ↘1203 |
| 2017  | 2018  | 2021  |       |       |       |       |
| ↗1206 | ↘1200 | ↘1096 |       |       |       |       |

## Состав сельского поселения
| №  | Населённый пункт | Тип населённого пункта       | Население |
| -- | ---------------- | ---------------------------- | --------- |
| 1  | Болотниково      | село, административный центр | ↗449      |
| 2  | Еланка           | село                         | ↘5        |
| 3  | Липовка          | село                         | ↘336      |
| 4  | Надеждинка       | деревня                      | ↘5        |
| 5  | Назарьевка       | село                         | ↘44       |
| 6  | Николаевка       | деревня                      | ↘3        |
| 7  | Предиславенка    | деревня                      | ↘3        |
| 8  | Синорово         | село                         | ↘297      |
| 9  | Суворово         | село                         | ↘54       |
| 10 | Ферлюдинка       | деревня                      | ↗58       |
| 11 | Шукша            | село                         | ↘37       |

### Упразднённые населённые пункты
- Алексеевка — упразднённая в 2009 году деревня[13].